# هاردي كافيرو
هاردي كافيرو (بالإسبانية: Hardy Cavero)‏ (31 مايو 1996 ببويرتو مونت في تشيلي - ) هو مدرب كرة قدم ولاعب كرة قدم تشيلي في مركز الدفاع. شارك مع منتخب تشيلي تحت 20 سنة لكرة القدم. أما مع النوادي، فقد لعب مع سان ماركوس دي أريكا ‏.

## وصلات خارجية
- هاردي كافيرو على موقع قاعدة بيانات كرة القدم.إي يو (الإنجليزية)
- هاردي كافيرو على موقع Soccerway.com (الإنجليزية)
- هاردي كافيرو على موقع AS.com (الإسبانية)